# Alfredo David Rojas
Alfredo Rojas (Itacurubí de la Cordillera, Paraguay, 30 de diciembre de 1987) es un futbolista paraguayo que juega como lateral derecho y actualmente se encuentra sin equipo.

## Trayectoria
Rojas, participó y jugó todas las inferiores de Cerro Porteño. En 2009, se consagra campeón del Torneo Apertura con Cerro Porteño, y del Torneo Clausura con Nacional. Luego vuelve a Cerro en 2010, después pasa a préstamo a Sol de América por una temporada. En 2012, se convierte el flamante refuerzo del Club Olimpia firmando un contrato de 3 años. Con este traspaso tuvo la oportunidad de debutar en un torneo internacional como la Copa Sudamericana frente a Danubio cuyo resultado terminó 0 - 0 en Uruguay.
En el 2018 juega por Deportivo Binacional un club recién ascendido al fútbol peruano, logró clasificar a la Copa Sudamericana 2019, jugando 18 partidos en el torneo local.

## Clubes
| Club                    | País     | Año         |
| ----------------------- | -------- | ----------- |
| Cerro Porteño           | Paraguay | 2007 - 2009 |
| Nacional                | Paraguay | 2009        |
| Cerro Porteño           | Paraguay | 2010        |
| Sol de América          | Paraguay | 2011        |
| Olimpia                 | Paraguay | 2012        |
| Deportivo Capiatá       | Paraguay | 2013 - 2014 |
| Centro Deportivo Olmedo | Ecuador  | 2015 - 2016 |
| Deportivo Santaní       | Paraguay | 2016 - 2017 |
| Club River Plate        | Paraguay | 2017        |
| Deportivo Binacional    | Perú     | 2018        |

## Palmarés
| Título          | Club          | País     | Año  |
| --------------- | ------------- | -------- | ---- |
| Torneo Apertura | Cerro Porteño | Paraguay | 2009 |
| Torneo Clausura | Nacional      | Paraguay | 2009 |